# Alden Sanborn

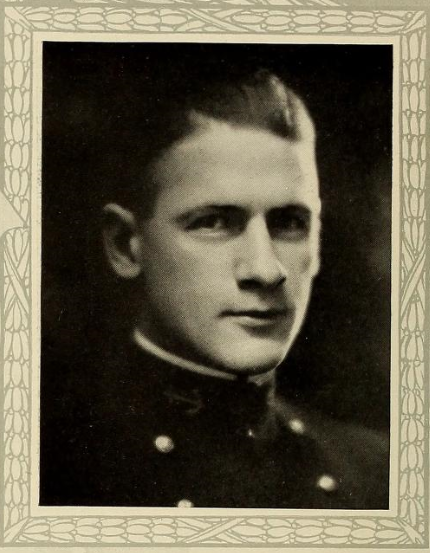
Alden Reamer Sanborn

Alden Reamer „Zeke“ Sanborn (* 22. Mai 1899 in Jefferson, Wisconsin; † 1. Dezember 1991 in Charlotte Hall, Maryland) war ein US-amerikanischer Ruderer.
Sanborn gehörte 1920 zum Achter der United States Naval Academy. Dieser Achter vertrat bei den Olympischen Spielen 1920 in Antwerpen die Vereinigten Staaten. Der Achter gewann in der Vorrunde mit sechzehn Sekunden Vorsprung gegen die belgische Mannschaft, im Halbfinale setzten sich die Amerikaner mit achtzehn Sekunden gegen die französische Besatzung durch. Mit einem knappen Vorsprung von 0,8 Sekunden siegte die Crew im Finale vor dem britischen Achter.
1922 graduierte Sanborn an der Academy und machte 1928 seinen Master of Science als Ingenieur am Massachusetts Institute of Technology. Als Sanborn 1951 die Navy verließ, hatte er den Rang eines Captain erreicht. Danach arbeitete als Verkaufs-Ingenieur für die Wright Aeronautical Corp.